# جيرار بلين
جيرار بلين (بالفرنسية: Gérard Blain)‏ (و. 1930 – 2000 م) هو ممثل، ومخرج سينمائي، وكاتب سيناريو من فرنسا . ولد في باريس.
توفي في باريس، عن عمر يناهز 70 عاماً.

## التعليم
تعلم في مدرسة رينيه سيمون للفنون الدرامية ‏

## روابط خارجية
- جيرار بلين على موقع IMDb (الإنجليزية)
- جيرار بلين على موقع روتن توميتوز (الإنجليزية)
- جيرار بلين على موقع قاعدة بيانات الأفلام العربية
- جيرار بلين على موقع ألو سيني (الفرنسية)
- جيرار بلين على موقع أول موفي (الإنجليزية)
- جيرار بلين على موقع قاعدة بيانات الأفلام السويدية (السويدية)
- جيرار بلين على موقع قاعدة بيانات الفيلم (الإنجليزية)
- جيرار بلين على موقع كينوبويسك (الروسية)